# وارنمونده
وارنمونده (به آلمانی: Warnemünde) یک منطقهٔ مسکونی در آلمان و در ساحل دریای بالتیک است که در روستوک واقع شده‌است. وارنمونده ۵٫۵۷ کیلومتر مربع مساحت و ۸٬۴۴۱ نفر جمعیت دارد.

## تاریخ
وارنمونده، برای قرن‌ها یک منطقه کوچک ماهیگیری با اهمیت اقتصادی و فرهنگی کمی بوده است.